# Municipalità locale di Inkwanca
La municipalità locale di Inkwanca (in inglese Inkwanca Local Municipality) è stata una municipalità locale del Sudafrica appartenente alla municipalità distrettuale di Chris Hani, nella provincia del Capo Orientale. In base al censimento del 2001 la sua popolazione era di 20.243 abitanti.
È stata soppressa nel 2016, quando si è fusa con le municipalità locali di Lukhanji e di Tsolwana per costituire la municipalità locale di Enoch Mgijima.
La sede amministrativa e legislativa era la città di Molteno e il suo territorio si estendeva su una superficie di 3.584 km² e non era suddiviso nessuna circoscrizione elettorale (wards). Il suo codice di distretto era EC133.

## Geografia fisica

### Confini
La municipalità locale di Inkwanca confinava a nord con quella di Gariep (Ukhahlamba), a est con quelle di Maletswai (Ukhahlamba) e Emalahleni, a sud con quella di Lukhanji e a sud e a ovest con quella di Tsolwana.

### Città e comuni
- Masakhe
- Molteno
- Nomonde
- Syfergat
- Sterkstroom
- Stormberg

### Fiumi
- Grootvleispruit
- Hasieskraalspruit
- Heuningklip
- Hex
- Holspruit
- Kleinvleispruit
- Lesseyton
- Stormbergspruit
- Wonderboomspruit

### Dighe
- Grootdam
- Kiesendoorns Dam
- Molteno Dam
- Sandvlei Dam
- Spes Bona Dam